# Ізотова Ірина Юліанівна
Ірина Юліанівна Ізотова (нар. 12 січня 1952, смт Мельниця-Подільська, Україна) — український астрофізик. Кандидат фізико-математичних наук (2002). Член Міжнародного астрономічного союзу та Європейського астрономічного товариства. Вчений секретар Української астрономічної асоціації (1991—1996) та Українського міжнародного комітету з питань науки і культури при НАНові (1996—2003).

## Життєпис
Закінчила середню школу № 3 у Тернополі (1969), фізичний факультет Київського університету (1974, нині національного університету).
У 2003 році захистила кандидатську дисертацію «Исследование излучения галактик с активным звездообразованием в дальнем инфракрасном диапазоне».
Працює науковим співробітником астрономічної обсерваторії цього ВНЗ. Основна діяльність присвячена проблемам позагалактичної астрономії. На основі спостережень, отриманих на супутнику IRAS, визначено та проаналізовано інтегральні характеристики випромінювання галактик з активним зореутворенням із Першого (галактики Маркаряна) та Другого Бюраканських оглядачів у далекому інфрачервоному діапазоні спектра.

## Доробок
Автор і співавтор понад тридцяти наукових праць.